# Antimon pentasulfide
Antimon pentasulfide là một hợp chất vô cơ của antimon và lưu huỳnh có công thức phan tử là Sb2S5, còn được gọi là antimon đỏ. Đây là một hợp chất không hệ số tỉ lượng với thành phần biến đổi. Cấu trúc chính xác của nó không xác định.  Các mẫu trên thị trường thường bị ô nhiễm lưu huỳnh, có thể được loại bỏ bằng cách rửa bằng cacbon disulfide trong máy chiết xuất Soxhlet.

## Điều chế
Antimon pentasulfide có thể được tạo ra bởi phản ứng của antimon với lưu huỳnh ở nhiệt độ giữa 250-400 °C trong một môi trường trơ.

## Ứng dụng
Nó có thể được sử dụng như một chất tạo màu đỏ và là một nguyên liệu của natri thioantimoniat, Na
3SbS
4, có thể được điều chế theo phương trình:
3 Na2S   +   Sb2S5   +   9 H2O   →   2 Na3SbS4·9H2O

## Tính chất
Giống như nhiều sulfide, hợp chất này giải phóng hydro sulfide khi phản ứng với các axit mạnh như axit clohidric:
6 HCl   +   Sb2S5   →   2 SbCl3   +   3 H2S   +   2 S
Phân tích bằng quang phổ Mössbauer chỉ ra rằng hợp chất này là một dẫn xuất antimon(III), giải thích việc sản xuất antimon(III) chloride, hơn là antimon(V) chloride, khi axit hóa. Vì vậy, nó không tương tự như phosphor(V) của hợp chất phosphor pentasulfide.